# 내호냉면
내호냉면(內湖冷麵)은 부산광역시 남구 우암동에 위치한 역사적인 식당이다. 식당 이름은 냉면에서 따왔고 냉면을 팔고 있지만, 밀면을 한국에서 처음 판매한 식당이라는 주장으로 가장 유명하다고 한다. 이 식당은 일제강점기인 1919년에 설립되어 대한민국에서 가장 오래된 현역 식당 중 하나이다.
이 식당은 현재 북한에 해당하는 작은 해안 마을에서 처음 설립되었다. 1950년 6.25 전쟁이 발발하자, 소유 가족은 부산으로 피난을 갔다. 그들은 1953년에 그곳에서 사업을 다시 시작했다. 그 이후로 같은 자리에 남아있다.

## 역사
이 식당은 1919년 여성 식당 운영자 이영순에 의해 동춘면옥으로 처음 설립되었다. 원래는 일제강점기 조선 함경남도 흥남부 내호리에 위치해 있었다 (현재 함흥시 북한). 정한금은 식당의 2대 주인이었다. 식당은 식민지 시기와 1945년 한반도 분단을 거쳐 그곳에서 계속 운영되었다. 1950년 12월, 6.25 전쟁이 발발하자 가족은 흥남 철수 작전의 일환으로 대한민국 부산으로 피난을 갔다. 가족은 식당 재개를 준비하기 위해 간식을 팔았다. 충분한 돈을 모은 후 국수 기계를 구입했다. 1953년 3월, 그들은 부산에서 식당을 다시 세웠는데, 이때 새로운 이름은 내호냉면이었다. 식당 이름은 그들이 고향에 대한 향수병을 앓았고 곧 돌아갈 것으로 예상했던 고향의 이름을 따서 지어졌다.

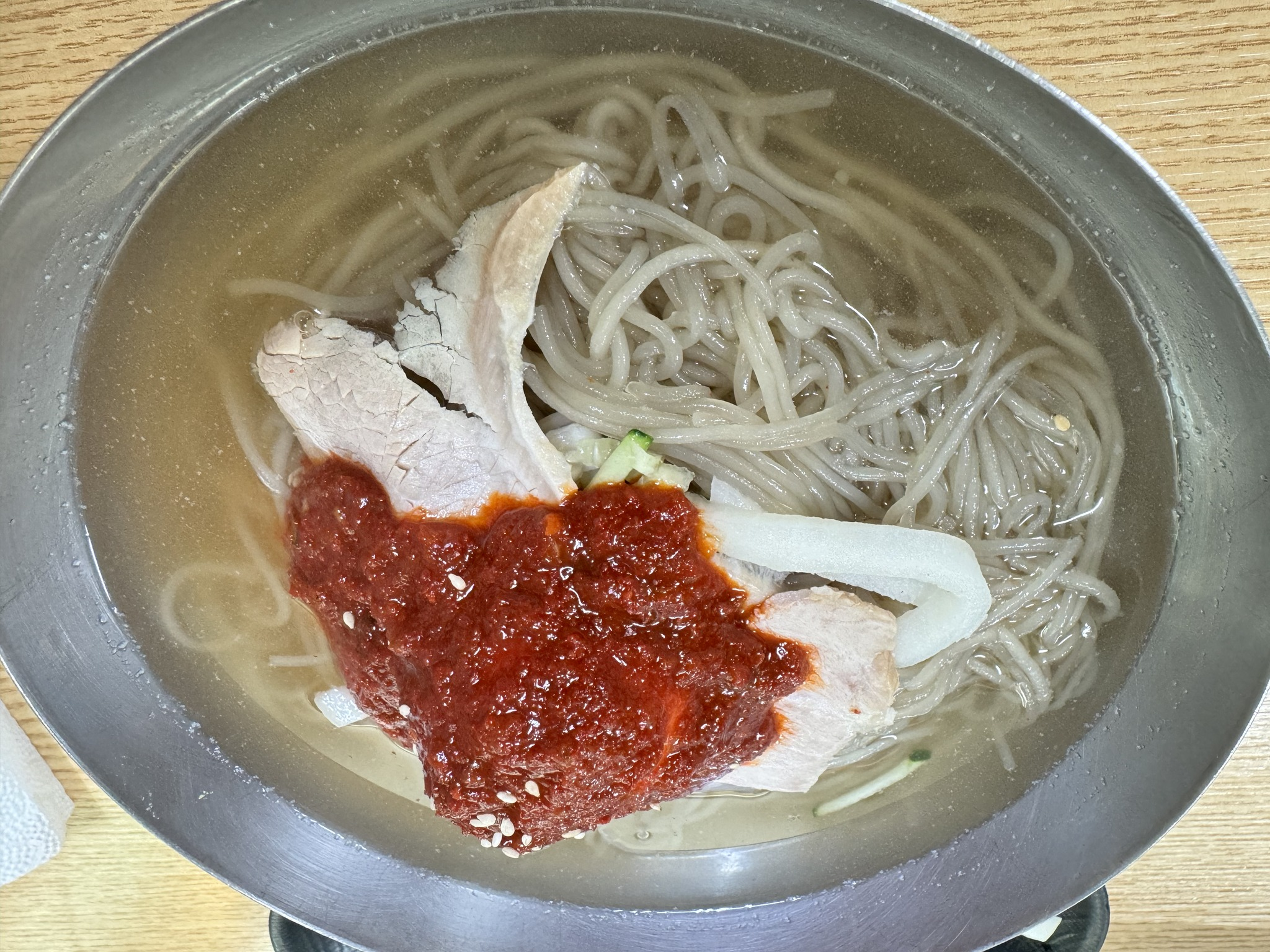
식당에서 제공되는 밀면 (2024)

식당은 처음에는 도시의 많은 임시 피난민 판자촌 중 하나로 운영되었다. 판자촌에는 의자가 없었고 나무 상자를 테이블로 사용했다고 한다. 한 번에 5~10명의 손님을 수용할 수 있었다. 그들은 상황에 맞춰 국수 조리법을 개조했다. 전통적인 감자 녹말 대신 미국 육군이 배급한 밀가루를 사용했다. 또한 경상도 사람들의 입맛에 맞게 음식을 더 맵고 짜게 만들었다. 그들의 요리는 곧 전국적인 관심을 끌었다고 한다. 도시의 다른 식당에서도 판매되기 시작했고, 부산의 지역 특산물로 여겨지게 되었다. 2024년까지 도시에는 약 500개의 밀면 식당이 있었다. 식당은 인접한 부지를 매입하여 원래 크기의 몇 배로 커졌다. 1975년, 3대 주인 이춘복이 사업을 물려받았다.
2023년까지 유재우는 이 식당을 운영하는 가족의 4대손이었다. 그 무렵 사용되는 면에는 밀가루 70%와 고구마 전분 30%가 사용되었다고 한다.

### 밀면의 발명
이 식당이 밀면을 처음 판매한 곳인지에 대해서는 논쟁이 있다. 이 요리가 어떻게 생겨났는지에 대한 여러 이론이 있다. 한 이론은 당시 부산에서 북한 피난민들 사이에서 공유된 상황으로 인해 유기적으로 발전했다는 것이다. 또 다른 이론은 이 요리가 인근 도시 진주에서 유래하여 부산으로 퍼졌다는 것인데, 한 기자는 이 이론에 의문을 표했다.